# Projeto Roseta
O Projeto Roseta é um projeto da Fundação Long Now, uma organização sem fim lucrativos. O objetivo do projeto é o estabelecimento de um banco de dados on-line, disponível publicamente, contendo o registro de todas as línguas humanas documentadas. O nome Roseta remete à famosa Pedra de Roseta, que no século XIX permitiu aos estudiosos desvendar os hieróglifos egípcios.